# Anthene bogorensis
Anthene bogorensis är en fjärilsart som beskrevs av Lambertus Johannes Toxopeus 1929. Anthene bogorensis ingår i släktet Anthene och familjen juvelvingar. Inga underarter finns listade i Catalogue of Life.